# Пэрриш, Роберт
Роберт Пэрриш (англ. Robert Parrish; 4 января 1916 года — 4 декабря 1995 года) — американский кинорежиссёр (в 1950-70-е годы), киномонтажёр (в 1930-40-е годы) и в начале карьеры — ребёнок-актёр.
Начинавший как актёр-ребёнок, Пэрриш затем стал сниматься в эпизодах, после чего в 1930-е годы стал помощником монтажёра и монтажёром звука под руководством известного режиссёра Джона Форда. В 1948 году он разделил «Оскар» за монтаж боксерской нуаровой драмы «Тело и душа» (1947), и в 1951 году перешёл в режиссуру с захватывающим нуаром «Крик об опасности»… К другим вершинам его карьеры относятся нуар «Мафия» (1951), военная драма «Лиловая равнина» (1954), вестерны «Оседлай ветер» (1958) и «Чудесная страна» (1959), военная драма «С берега» (1965) и «увлекательный и недооценённый научно-фантастический фильм „Путешествие на дальнюю сторону Солнца“ (1969)».
Как написал критик Аллен Грант Ричардс, «помимо отличной монтажной работы и режиссёрской работы, Пэрриша также запомнят как отличного рассказчика благодаря двум его книгам голливудских мемуаров».

## Первые годы жизни
Пэрриш родился 4 января 1916 года в Колумбусе, штат Джорджия, в семье кассира фабрики и актрисы. В 1920-е годы семья переехала в Лос-Анджелес. Две его сестры также стали актрисами: Беверли (умерла в 1930 году в возрасте 10 лет, успев сыграть одну роль) и Хелен (начала сниматься в 1927 году в возрасте 4 лет, умерла в 1958 году в возрасте 35 лет, играя вплоть до своей смерти небольшие роли в кинофильмах и телесериалах).

## Актёр-ребёнок (1927—1935 годы)
Как пишет кинокритик Кевин Браунлоу, «Пэрриш опроверг распространённое мнение о том, что „худший старт для ребёнка в кино — это стать актёром-ребёнком“». Пэрриш дебютировал в кино в 1927 году в подростковой короткометражке из серии «Пострелята» под названием «Олимпийские игры» (1927). В том же году он сыграл в знаменитом фильме «Восход солнца» (1927) Фридриха Вильгельма Мурнау, где для создания экспрессионистского режиссёрского видения «11-летнего Пэрриша и других детей его возраста переодели во взрослые костюмы и поручили им изображать взрослое общество». В эпическом фильме об адмирале Нельсоне «Божественная леди» (1929) Пэрриш был мальчиком-подносчиком пороха. Затем он совершил «открывший ему на многое глаза выезд на натуру с Раулем Уолшем для съёмок в грандиозном вестерне „Большая тропа“ (1930), сделанного со звуком и для широкого экрана». В начале 1930-х годов как актёр-ребёнок он сыграл эпизодические роли в таких значимых фильмах, как «Огни большого города» (1931) Чарли Чаплина и «На западном фронте без перемен» (1930) Льюиса Майлстоуна. По словам Пэрриша, в «Огнях большого города», он был тем ребёнком, который «стрелял в Чарли из игрушечного ружья». И именно этот фильм пробудил в нём желание стать режиссёром.
Пэрриш продолжал сниматься в кино в небольших и эпизодических ролях вплоть до 1938 года.

## Монтажёр (1935—1949 годы)
В 1935 году Пэрриш получил должность ученика монтажёра в творческой группе знаменитого режиссёра Джона Форда, работавшей над фильмом «Осведомитель» (1935). После этого Пэрриш стал постоянно работать в команде Форда. Он, в частности, участвовал в монтаже его фильмов «Мария Шотландская» (1936), «Молодой мистер Линкольн» (1939) и «Гроздья гнева» (1940). Кроме того, Пэрриш монтировал звук фильмов Форда «Дилижанс» (1939), «Молодой мистер Линкольн» (1939), «Барабаны долины Мохок» (1939), «Гроздья гнева» (1940), «Долгий путь домой» (1940) и «Табачная дорога» (1941).
Во время службы в ВМФ во время Второй мировой войны Пэрриш продолжал работать у Форда в качестве монтажёра нескольких документальных и учебных фильмов. Короткометражный фильм Форда «Битва за Мидуэй» (1942), где Пэрриш был монтажёром, завоевал в 1943 году «Оскар» как лучший документальный фильм.
После окончания войны Пэрриш (совместно с Фрэнсисом Лонгом) завоевал Оскар за монтаж боксёрского нуара Роберта Россена «Тело и душа» (1947). Он был также монтажёром «оскароносного» нуара Джорджа Кьюкора «Двойная жизнь» (1947) и нуаровой мелодрамы Макса Офюльса «Пленница» (1949). В 1950 году Пэрриш (совместно с Элом Кларком) был номинирован на «Оскар» за монтаж ещё одной оскароносной общественно-политической драмы Роберта Россена «Вся королевская рать» (1949) о подъёме и падении беспринципного политика из Луизианы.

## Пик режиссёрской карьеры (1951—1959 годы)
В 1950-70-е годы Пэрриш работал как режиссёр. «Когда он достиг своей цели стать режиссёром, годы, проведённые в монтажной, окупились сторицей».
Его первая режиссёрская работа, нуаровый триллер «Крик об опасности» (1951) о несправедливо осуждённом герое (Дик Пауэлл), который берётся восстановить своё доброе имя и вывести на чистую воду настоящих преступников, «получила хорошие отзывы критики и была хорошо принята публикой» благодаря увлекательности повествования, высокому темпу и хорошему юмору. Аллен Грант Ричардс, отмечает, что «критика с энтузиазмом приняла эту экшн-драму, довольно типичную, но увлекательную». Фильм нуар «Мафия» (1951) рассказывал о внедрении детектива (Бродерик Кроуфорд) под прикрытием в портовую мафию Нью-Йорка. Кинокритик Брюс Эдер написал, что «темп и ход повествования фильма почти головокружительные, сюжетные подробности раскрываются без траты времени и с помощью некоторых очень красочных крутых реплик; кроме того, авторы оставляют место для нескольких комических поворотов, не замедляющих экшн вплоть до самого конца». Экшн-триллер «Выстрел на охоте» (1953) был поставлен по сценарию известного криминального автора Эрика Эмблера и рассказывал о том, как случай на охоте привёл героя к разоблачению шпионской сети в Англии.
«На протяжении своей карьеры Пэрриш получал наилучшие отзывы критики и за другие свои жанровые фильмы, такие как военная драма „Лиловая равнина“ (1954), приключенческая драма „Огонь из преисподней“ (1957) и вестерн „Оседлай ветер“ (1958)». Военная приключенческая драма «Лиловая равнина» (1954) рассказывала о канадском пилоте (Грегори Пек), служащем в британских ВВС в Бирме в последние месяцы Второй мировой войны, который пребывает на грани нервного срыва после гибели жены. Картина имела успех в прокате и была номинирована на 4 премии БАФТА, в том числе, за лучший фильм и лучший сценарий Эрика Эмблера. Действие приключенческой мелодрамы «Огонь из преисподней» (1957) по сценарию Ирвина Шоу происходит на Карибском море в начале 1950-х годов, где Роберт Митчем и Джек Леммон играют пару мелких контрабандистов, которые влюбляются в таинственную пассажирку их небольшого судна (Рита Хейворт).
Одной из самых хорошо принятых работ Пэрриша был грустный психологический вестерн «Оседлай ветер» (1958), который рассказывал о трагических взаимоотношениях бывшего профессионального стрелка (Роберт Тейлор) и его молодого неуправляемого брата (Джон Кассаветис). «Отличный вестерн „Чудесная страна“ (1959) пронизан чувством меланхолии и ожидания чего-то худшего, и при этом остаётся честным и беспристрастным взглядом на реалистические приключения» наёмника (Роберт Митчем), в своё время сбежавшего из США в Мексику и ныне вынужденного заново познакомится со своей родиной. Кевин Браунлоу назвав картину «замечательным вестерном», пишет, что «был впечатлён визуальными качествами „Чудесной страны“, достигнутыми по словам Пэрриша, во многом благодаря работе второго оператора, живущего в Мексике русского (на самом деле канадца, какое-то время прожившего в России) Алекса Филипса, который шёл при съёмках на крайний риск. Пэрриш отмечает, что „иногда его съёмки были абсолютно бесполезными, но по большей части они были захватывающими“».

## Киноработы 1960—1970-х годов
Отправившись из США в Европу, Пэрриш провёл большую часть работ 1960-х и 1970-х годов за съёмками фильмов, которые, по его собственным словам, становились «всё второразряднее и второразряднее». «Ни критики, ни публика не возражали против такой оценки, когда он пачками выпускал скучные триллеры, комедии и даже итальянский вестерн».
«Вместе с писателем и автором сценария Ирвином Шоу Пэрриш стал сопродюсером легковесной мелодрамы „На французский манер“ (1963), которую он поставил с энтузиазмом, но она не увлекла критиков». Фильм рассказывает о молодой американке (Джин Сиберг), которая приезжает в Париж с тем, чтобы окунуться в артистическую и богемную жизнь города. После серии романтических интриг она оставляет человека, которого любила (Стенли Бейкер), выходит замуж за калифорнийского хирурга, и возвращается в Америку ради богатой и спокойной жизни. Военная драма с участием Клиффа Робертсона «От берега» (1965) рассказывала об американском отряде, высадившемся в Нормандии в 1944 году, и его попытках ввести из зоны боевых французское гражданское население. Картина подавалась студией как сиквел успешной эпической драмы «Самый длинный день» (1962) о высадке союзников в Нормандии.
К числу «менее успешных опытов» Пэрриша Браунлоу отнёс пародию на фильм о Джеймсе Бонде «Казино Рояль» (1967), где он был одним из пяти режиссёров. Несмотря на коммерческий успех фильма, критика «повсеместно резко критиковала его как беспорядочную и затянутую неудачу с отдельными забавными эпизодами, затерявшимися в неразборчивом окружении».
Научно-фантастическая драма «Путешествие по ту сторону Солнца» (1969) рассказывает о полёте космического корабля на планету, которая расположена на той же орбите, что и Земля, но с противоположной стороны от Солнца. После полёта, украшенного психоделическими эффектами, добравшийся до места назначения астронавт не сразу понимает, что оказался на практически идентичной Земле, но всё-таки другой планете. Как написал в своей рецензии журнал «Variety», «к сожалению, несмотря на некоторые отличные и полные воображения спецэффекты и высокие производственные качества, фильм настолько перегружен путаными подробностями, что часто утрачивает смысл».
Триллер «Марсельский контракт» (1974) стал последним художественным фильмом в карьере Пэрриша. Действие картины происходит на юге Франции, где американский агент службы по борьбе с наркотиками (Энтони Куинн) нанимает киллера (Майкл Кейн), чтобы уничтожить наркобарона (Джеймс Мейсон). Пресса критически оценила картину. «Сандей телеграф» посчитал его «триллером, который вбрасывает все современные клише… в одну неловкую историю, предлагая не так уж много», а «Файнэншл таймс» назвала его «бессмысленным попурри из автогонок, наркоторговли и убийств».
После работы главным образом в Европе с середины 1960-х годов до середины 1970-х годов, Пэрриш после почти десятилетней паузы обратился к кинодокументалистике. Ещё в 1962 году, работая над фильмом «На французский манер», Пэрриш познакомился с французским режиссёром Бертраном Тавернье, и 20 лет спустя они совместно сделали документальный фильм «Миссисипи блюз» (1983), посвящённый борьбе за гражданские права в США в 1960-е годы. «Хотя фильм был искренним и прочувствованным, однако смотрелся вяло и апатично, и не привлёк к себе особого внимания».

## Мемуары
Работая в Голливуде с 14 лет, Пэрриш «обладал уникальным взглядом на историю Голливуда, и среди своих коллег был известен как рассказчик увлекательных историй и анекдотов, многие из которых вошли в две его книги — „Выращенный в Голливуде“ (1976) и „Голливуд здесь больше не живёт“ (1988)». Аллен Грант Ричардс даже заметил, что «благодаря двум его книгам мемуаров, Пэрриша будут помнить больше всего как рассказчика историй о Голливуде»
Браунлоу отмечает, что «Пэрриш, казалось, познал всю историю кино на личном опыте. Не было фильма, который он бы не знал, и режиссёра с которым он бы не работал». Далее он написал: "Его истории об этих фильмах были замечательными сами по себе, и он часто подходил к ним с такой неожиданной стороны, что не только развязка, но и сама ситуация становилась для слушателя сюрпризом. Мы все убеждали его записать свои истории, и в 1976 году, он это сделал, создав одну из самых очаровательных и весёлых книг о кинобизнесе из когда-либо написанных. Она была названа «Выращенный в Голливуде»…

## Последние годы жизни
После фильма «Миссисипи блюз» в 1983 году «Пэрриш можно сказать отошёл от дел, хотя ещё прожил немало лет в небольшом городке Саг-Харбор, на Лонг-Айленде с женой Кэти» (на которой был женат с 1942 года).
Роберт Пэрриш умер 4 декабря 1995 года в Саутгемптоне, Лонг-Айленд, штат Нью-Йорк.

## Избранная фильмография

### Режиссёр
- 1951 — Мафия / The Mob
- 1951 — Крик об опасности / Cry Danger
- 1952 — История Сан-Франциско / The San Francisco Story
- 1952 — Назначение: Париж / Assignment: Paris
- 1952 — Мой приятель Гас / My Pal Gus
- 1953 — Выстрел на охоте / Rough Shoot
- 1954 — Лиловая равнина / The Purple Plain
- 1955 — Люси Галант / Lucy Gallant
- 1957 — Огонь из преисподней / Fire Down Below
- 1958 — Оседлай ветер / Saddle the Wind
- 1959 — Чудесная страна / The Wonderful Country
- 1963 — На французский манер / In the French Style
- 1965 — С берега / Up from the Beach
- 1967 — Казино Рояль / Casino Royale
- 1967 — Бобо / The Bobo
- 1968 — Даффи / Duffy
- 1969 — Путешествие по ту сторону Солнца / Doppelgänger
- 1971 — Адский городок / A Town Called Bastard
- 1974 — Марсельский контракт / The Marseille Contract
- 1983 — Миссисипи блюз / Mississippi Blues

### Монтажёр
- 1939 — Молодой мистер Линкольн / Young Mr. Lincoln
- 1942 — Битва за Мидуэй / The Battle of Midway (короткометражка)
- 1943 — Седьмое декабря / December 7th
- 1945 — Акт правосудия / That Justice Be Done (короткометражка)
- 1945 — Нацистский план / The Nazi Plan
- 1947 — Двойная жизнь / A Double Life
- 1947 — Тело и душа / Body and Soul
- 1948 — Без мелких грехов / No Minor Vices
- 1949 — Вся королевская рать / All the King’s Men
- 1949 — Пленница / Caught
- 1951 — О людях и музыке / Of Men and Music